# Winnie van Weerdenburg
Wilhelmina van Weerdenburg, més coneguda com a Winnie van Weerdenburg   (la Haia, 1 d'octubre de 1946 - la Haia, 27 d'octubre de 1998), de casada Rijke, fou una nedadora neerlandesa que va competir durant la dècada de 1960.
El 1964 va prendre part en els Jocs Olímpics d'Estiu de Tòquio on va disputar dues proves del programa de natació. Fent equip amb Pauline van der Wildt, Toos Beumer i Erica Terpstra va guanyar la medalla de bronze en la prova dels 4x100 metres lliures, mentre en els 100 metres lliures quedà eliminada en sèries.